# 東筑紫短期大学
東筑紫短期大学（ひがしちくしたんきだいがく、英語: Higashi Chikushi College）は、福岡県北九州市小倉北区下到津5-1-1に本部を置く日本の私立大学。1936年創立、1950年大学設置。

## 概観

### 大学全体
- 東筑紫短期大学は、福岡県北九州市小倉北区内にある日本の私立短期大学。1950年に設置された。3学科からなり、2004年度より一部男女共学となる。

### 建学の精神（校訓・理念・学是）
- 東筑紫短期大学では「宇宙の根源をなす神の意志をもって心とする平和理念に基づいた教育」が教育の基本方針となっている。

### 教育および研究
- 保育学科：50年以上の歴史を有する伝統のある学科である。
- 食物栄養学科：保育学科と同様、半世紀以上の歴史をもつ学科。栄養に関する科目のほか薬理学・病院管理学・医療事務概論など医療事務に関する科目もある。
- 介護福祉専攻：短大で保育士資格を取得した人を対象にした専攻課程。修業年限は昼間部1年制。共学である。

### 学風および特色
- 東筑紫短期大学は元々、女子のみを対象とした短大だったが、現在は男女共学である。ただし、保育学科と食物栄養学科と専攻科のみであり、まだ女子短大のイメージがある。
- ファッションショーが当短大の名物イベントとなっている。

## 沿革
- 1936年 筑紫洋裁女学校が創設される。
- 1943年 東筑紫技芸女学校に改組。
- 1947年 東筑紫女子専門学校を設置。東筑紫技芸女学校は東筑紫中学校に改組。
- 1950年 東筑紫短期大学開学。被服科を置く。初代学長に友枝高彦が就任。
- 1952年 宇城信五郎が就任する。
- 1954年 保育科を増設。
- 1958年 栄養科を増設。
- 1966年 栄養科を食物栄養科と改称。
- 1969年 被服科を専攻分離する。
  - 被服専攻
  - 服飾美術専攻
- 1980年 宇城カ子が学長に就任。
- 1989年 学科を改組。
  - 被服科→生活文化学科
  - 保育科→保育学科
  - 食物栄養科→食物栄養学科
- 1990年 宇城照燿が学長に就任。
- 2001年 室井廣一が学長に就任。
- 2002年 専攻科介護福祉専攻を設置。
- 2004年 保育学科を共学とする。
- 2005年 栄養教諭養成課程が設置される。
- 2006年 生活文化学科を美容ファッションビジネス学科に転換。
- 2012年 美容ファッションビジネス学科を共学とする。
- 2020年 美容ファッションビジネス学科を募集停止。

## 教育および研究

### 組織

#### 学科
- 保育学科
- 食物栄養学科

##### 学科の変遷
- 被服科→生活文化学科→美容ファッションビジネス学科
  - 被服専攻：以下2専攻とも募集は何れも1988年度まで
  - 服飾美術専攻
- 栄養科→食物栄養学科
- 保育科→保育学科

#### 専攻科
- 福祉専攻

#### 別科
- なし

##### 取得資格について
- 保育士資格・幼稚園教諭二種免許状保育学科
- 栄養士資格・栄養教諭二種免許状：食物栄養学科
- 介護福祉士資格：専攻科福祉専攻
- かつては、中学校教諭二種免許状（家庭）も設置されていた
  - 食物栄養学科[1]
  - 生活文化学科[2]

### 研究
- 『東筑紫短期大学研究紀要』がある。

## 学生生活

### 部活動・クラブ活動・サークル活動
- 東筑紫短期大学のクラブ活動
  - 体育系：卓球・テニス・バレーボール・バドミントン・テニスほか
  - 文化系：茶道・美術・リズム・書道・音楽・染織・イラスト・ボランティア・料理・ミュージカル・吹奏楽ほか

### 学園祭
- 東筑紫短期大学の学園祭は、毎年概ね11月に行われている。

## 大学関係者と組織

### 大学関係者一覧

#### 大学関係者
- 宇城カ子 - 学校法人東筑紫学園創設者

## 施設

### キャンパス
- 1号館・2号館・3号館・体育館・講堂・図書館（所蔵資料数はおよそ100,000冊）・学友会館・宇城記念館・テニスコートなどがある。

### 寮
- 東筑紫短期大学には「愛親寮」・「清心寮」と称した学生寮がある。

## 対外関係

### 他大学との協定

#### オーストラリア
- ゴードン・インスティテュート

#### 韓国
- 釜山女子大学

## 卒業後の進路について

### 就職について
- 生活文化学科：西日本シティ銀行・日本通運・日本生命保険・福岡銀行・オンワード樫山・九州電力・日本銀行・山口銀行・大分銀行・筑邦銀行・UFJ信託銀行・みずほ信託銀行・もみじ銀行・日興コーディアル証券・三菱電機・銭高組・ゼンリン・北九州高速鉄道・大日本印刷・日産・プリンス店・トヨタ自動車・ダイハツ工業・九州三菱自動車販売・大和ハウス工業・パロマ・オムロン・井筒屋・ハウス食品・ミサワホーム・西部ガス・東芝・資生堂などの一般企業や病院や医療機関などがある。
- 食物栄養学科：資格を活かして日清医療食品・新日本給食などの企業、病院や診療所、保育所や学校、社会福祉施設など様々な職についている。NTT・朝日新聞・大倉建設・三菱UFJニコス・マックスファクター・スズキ自動車・沖電気・東横化学・和歌山銀行・出光興産・西京銀行・そごう・奥村組などの一般事務として勤務する人もいる。
- 保育学科：保育園や児童福祉施設の保育士として働く人が最も多く、それについで幼稚園教諭が多い。カネボウ化粧品・資生堂・グランドホテル・リーガロイヤルホテル・ネッツトヨタ・日本マクドナルドなどの一般企業への就職者もいる。

### 編入学・進学実績
- 系列の九州栄養福祉大学および東筑紫短期大学専攻科ほか西九州大学がある。

## 附属学校
- 東筑紫短期大学附属幼稚園

## 系列校
- 九州栄養福祉大学
- 東筑紫学園高等学校・照曜館中学校
- 九州リハビリテーション大学校

## 交通アクセス
- JR日豊本線南小倉駅下車。